# Tamaz Gamkrelidze
Tamaz Valerianis dze Gamkrelidze (gruzínsky: თამაზ ვალერიანის ძე გამყრელიძე; 23. října 1929 Kutaisi – 10. února 2021 Tbilisi) byl gruzínský lingvista, orientalista, chetitolog a indoevropeista. Byl autorem mnoha děl o indoevropských jazycích, starověkých jazycích a teoretické lingvistice. V 80. letech 20. století formuloval spolu s Vjačeslavem Ivanovem novou teorii indoevropské migrace. Byl předním zastáncem glotalické teorie.
Vystudoval sémiotiku na Fakultě orientálních studií Tbiliské státní univerzity, absolvoval v roce 1952. V roce 1963 se stal doktorem věd, rok poté byl jmenován profesorem. Od roku 1966 byl vedoucím katedry strukturální a aplikované lingvistiky. V letech 1973–2006 byl ředitelem Cereteliho ústavu orientálních studií v Tbilisi. V roce 1974 se stal akademikem Ruské akademie věd. V letech 1986-1988 byl prezidentem Evropské lingvistické společnosti. V letech 1988–1995 redigoval přední lingvistický časopis Ruské akademie věd Voprosy jazykoznanija. Roku 1988 obdržel Leninovu cenu, roku 1989 Humboldtovu mezinárodní cenu. Roku 1991 byl krátce rektorem Tbiliské univerzity. Od roku 1992 do roku 2004 byl poslancem gruzínského parlamentu, nejprve za Gamsachurdiův Kulatý stůl-Svobodnou Gruzii, posléze za Ševardnadzeho Unii občanů Gruzie. V letech 2005–2013 byl prezidentem Gruzínské národní akademie věd. Byl zahraničním spolupracovníkem Národní akademie věd Spojených států, zahraničním čestným členem Americké akademie umění a věd, korespondentem Britské akademie, člen korespondent Rakouské akademie věd.
Jeho bratr Revaz Gamkrelidze je známý matematik.